# Шапарь, Григорий Иванович
Григорий Иванович Шапа́рь (15 марта 1922 года, с. Новониколаевка ныне Витовского района Николаевской области — 7 июля 1943 года, ок. села Покровка, Курская область) — советский офицер, Герой Советского Союза (посмертно), участник Курской битвы.

## Биография
Родился 15 марта 1922 года в селе Новониколаевка ныне Витовского района Николаевской области в семье крестьянина. Окончил 7 классов. Работал в Николаеве.
С 1941 года служил в Красной армии. Окончил Ростовское артиллерийское училище. Кандидат в члены ВЛКСМ.
На фронте в Великую Отечественную войну с июля 1941 года. Командир взвода управления 1177-го истребительно-противотанкового артиллерийского полка (14-я истребительно-противотанковая артиллерийская бригада РГК, Воронежский фронт), младший лейтенант.
Отличился 7 июля 1943 года во время Курской битвы. При отражении очередной атаки противника у села Покровка (Ивнянский район ныне Белгородской области), когда расчёт одного из орудий вышел из строя, бросился к орудию и, ведя меткий огонь, подбил 4 вражеских танка.
В этом бою Григорий Иванович Шапарь погиб.

### Семья
Мать — Наталья Акимовна Шапарь.

## Награды
- Герой Советского Союза (звание присвоено 21 сентября 1943 года, посмертно);
- орден Ленина (21 сентября 1943 года, посмертно).

## Память
- Похоронен в братской могиле № 14 в селе Покровка[1]. Его именем названы улицы в Новониколаевке и селе Покровка.